# بيتر الجيير
بيتر فريدريك الجيير، كان نائب الممثل التجاري للولايات المتحدة من مايو 2001 حتى أغسطس 2009. شغل ايضًا الجيير منصب رئيس كروويل ومورينج العالمية المحدودة، وهي شركة تابعة لشركة كروويل ومورينج التضامنية المحدودة، وهي شركة محاماة لها مكاتب في العاصمة واشنطن وكاليفورنيا ونيويورك وبروكسل ولندن. يشغل منصب رئيس تحالف صناعات الخدمات منذ عام 2012.

## التعليم
تخرج الجيير بامتياز مع مرتبة الشرف من جامعة براون بدرجة بكالوريوس في العلاقات الدولية وحصل على درجة الماجستير في العلاقات الدولية من كلية الدراسات الدولية المتقدمة بجامعة جونز هوبكينز. حصل على درجة الدكتوراه في الاقتصاد من جامعة نورث كارولينا في تشابل هيل. كان أيضًا استاذًا زائرًا في جامعة ديوك وزميلًا في روكفلر في مدرسة اللاهوت بجامعة هارفارد.

## المسار المهني
انضم الجيير إلى الممثل التجاري للولايات المتحدة في يونيو في عام 1980، كخبير اقتصادي دولي يتعامل مع آسيا، وعمل في عام 1981 كمدير للشؤون اليابانية. بين عامي 1981 و 1985 كان نائب الممثل التجاري المساعد لآسيا والمحيط الهادئ. في عام 1985 أصبح مساعد الممثل التجاري لآسيا والمحيط الهادئ. في عام 1989 أصبح مساعد الممثل التجاري لأوروبا ومنطقة البحر الأبيض المتوسط. في عام 1995 تم تعيينه الممثل التجاري الأمريكي المساعد لنصف الكرة الغربي من قبل الممثل التجاري للولايات المتحدة ميكي كانتور. كممثل تجاري للولايات المتحدة، اتُهم الجيير بتخويف الدول الأخرى للتراجع عن تدابير مكافحة التبغ، بما في ذلك بذل جهود لحمل كوريا وتايوان على التراجع عن قيود التسويق للأطفال.
اجرى الجيير مفاوضات تجارية كبيرة مع دول في جميع انحاء آسيا وأوروبا (بما في ذلك الاتحاد السوفيتي السابق) والشرق الأوسط وكندا وأمريكا اللاتينية ومنطقة البحر الكاريبي، وفي المنظمات متعددة الأطراف، بما في ذلك الأمم المتحدة ومنظمة التجارة العالمية ومنظمة التعاون الاقتصادي والتنمية.
تم ترشيح الجيير من قبل الرئيس جورج والكر بوش كنائب لممثل التجارة الأمريكية وأكده مجلس الشيوخ الأمريكي في 26 مايو 2001. كما عمل مرتين كممثل تجاري للولايات المتحدة، خلال فترتين انتقاليتين، في عام 2005 و 2009. وفي عام 2005، عين سفيرًا للولايات المتحدة لدى منظمة التجارة العالمية في جنيف.
بصفته رئيس كروويل ومورينج العالمية، ضغط الجيير ضد قوانين مكافحة التدخين في جميع أنحاء العالم. عنما سُئل الرئيس التنفيذي للشركة البريطانية الأمريكية للتبغ أستراليا عن ضغوط الجيير، لم يعلق على ما إذا كانت شركته مرتبطة مباشرة بها. كروويل ومورينج العالمية لها تاريخ في العمل مع صناعة التبغ، ولها روابط قوية مع شركة التبغ فيليب موريس، تم وصف الجيير بأنه «الوجه الخاص» لصناعة التبغ. وفقًا لستيف كاناني من هيئة الإذاعة الأسترالية، رفض الجيير طلبًا من ليتلاين (برنامج إخباري تلفزيوني أسترالي) في عام 2011 للتعليق أو إجراء مقابلة حول ضغطه ضد قوانين مكافحة التدخين.
في عام 2020، وقع الجيير، إلى جانب أكثر من 130 مسؤولًا جمهوريًا سابقًا في الأمن القومي، بيانًا أكد فيه أن الرئيس ترامب غير لائق للعمل لفترة ولاية أخرى، و«لتحقيق هذه الغاية، نحن مقتنعون تمامًا بأنه من مصلحة أمتنا انتخاب نائب الرئيس جو بايدن ليكون الرئيس القادم للولايات المتحدة، وسنصوت له».

## الحياة الشخصية
ولد الجيير في أورانج، نيو جيرسي، وهو متزوج من مارشا أوهارا من هونولولو، هاواي. ولهما ولدان ويعيشان في فولز تشيرش بولاية فيرجينيا.

## روابط خارجية
- الترشيح الرئاسي: بيتر فريدريك الجيير